# Chase Stokes
 (août 2021).
Si vous disposez d'ouvrages ou d'articles de référence ou si vous connaissez des sites web de qualité traitant du thème abordé ici, merci de compléter l'article en donnant les références utiles à sa vérifiabilité et en les liant à la section « Notes et références ».
Pour les articles homonymes, voir Stokes.
Chase Stokes est un acteur américain, né le 16 septembre 1992 à Annapolis (Maryland).
Il se fait connaître au grand public grâce au rôle principal de « John Booker Routledge » dans la série Outer Banks (2020).  

## Biographie

### Jeunesse et formations
Chase Stokes naît en septembre 1992 à Annapolis, en Maryland. Il est le seul enfant de Jeff Stokes et Jennifer Canning. Ses parents divorcent lorsqu'il a 4 ans.
Dès sa plus tendre enfance, il se passionne pour tout ce qui concerne le jeu et s'engage à devenir acteur. Féru de sport, il pratique presque tous les sports de plein air mais son sport favori est le hockey sur glace. Il souhaite pratiquer cette activité sportive à l'université Valencia College West Campus d'Orlando en Floride mais plusieurs graves blessures brisent complètement son rêve. Il cherche alors une autre bonne plate-forme pour poursuivre sa carrière et fréquente le Timber Creek High School (en) où il rencontre l'acteur Jeremy Pope, les deux acteurs étant donc amis de longue date. Il obtient son diplôme[Quand ?] de l'université du centre de la Floride. Peu de temps après, il commence à trouver des opportunités et va à des auditions pour des films ou des émissions de télévision.

### Carrière
En 2014, après quelques difficultés, Chase Stokes obtient un rôle du capitaine dans un court métrage intitulé Lost Island de Sawyer Hartman. En 2016, il fait sa première apparition, à la télévision, dans un épisode de Stranger Things. En 2017, il joue dans 3 épisodes de la série Daytime Divas. En 2018, il joue un petit rôle dans le téléfilm La Maison sur la plage avec Chad Michael Murray, Minka Kelly et Andie MacDowell et apparaît dans la série The First.
En mars 2019, Netflix annonce qu'il est retenu pour figurer dans la distribution principale avec Madison Bailey, Rudy Pankow, Jonathan Daviss et Madelyn Cline dans la série Outer Banks, créée par Shannon Burke, Josh Pate et Jonas Pate, diffusée depuis le 15 avril 2020 sur Netflix. Même année, il apparaît dans 4 épisodes de la série Tell Me Your Secrets.
Le 18 octobre 2021, il annonce qu'il va jouer aux côtés de Joey King dans le film Uglies, basé sur le best-seller international Uglies de Scott Westerfeld. Réalisé par McG et adapté par Krista Vernoff, le film sera disponible le 13 septembre 2024 sur Netflix.
Le 03 août 2022, il annonce qu'il va jouer aux côtés de Lana Condor dans le film Valiant One, réalisé par Steve Barnett.
Le 25 janvier 2023, il annonce qu'il va jouer aux côtés de Sydney Taylor dans Marked Men, un film romantique basé sur le roman à succès Rule de Jay Crownover. Le film sera réalisé par Nick Cassavetes, réalisateur du film à succès N'oublie jamais et écrit par Sharon Soboil, scénariste des films After : Chapitre 3 et 4. Le casting comprend également Alexander Ludwig, Inanna Sarkis, Ella Balinska, Natalie Alyn Lind et Paul Johansson.

### Vie privée
Le 14 juin 2020, Chase Stokes officialise, sur Instagram, sa relation de couple avec Madelyn Cline, sa partenaire dans la série Outer Banks,, avec qui il se serait mis en couple après la fin du tournage de la première saison. Ils se sont séparés fin 2021.
Depuis décembre 2022, il est en couple avec la chanteuse country Kelsea Ballerini.

## Filmographie

### Longs métrages
- 2018 : Between Waves de Joe Herbert et Peter Herbert : Dale, jeune
- 2020 : Dr. Bird's Advice for Sad Poets de Yaniv Raz : Martin
- 2024 : Uglies de McG : Peris
- prochainement : Valiant One de Steve Barnett :
- 2025 : Marked Men de Nick Cassavetes : Rule Archer

### Court métrage
- 2014 : Lost Island de Sawyer Hartman : le capitaine Charles Whitaker

### Téléfilm
- 2018 : La Maison sur la plage (The Beach House) de Roger Spottiswoode : Russell Bennett

### Séries télévisées
- 2016 : Stranger Things : Reed (saison 1, épisode 6)
- 2017 : Daytime Divas : Graham (3 épisodes)
- 2018 : The First : Finn (saison 1, épisode 3)
- depuis 2020 : Outer Banks : John Booker « John B. » Routledge (rôle principal)
- 2021 : Tell Me Your Secrets : Adam (4 épisodes)
- 2021 : Qui ment ? : apparition

### Clip vidéo
- 2020 : Hot Stuff de Kygo, avec Donna Summer